# Temporada de huracanes del Pacífico de 2006
La temporada de huracanes del Pacífico de 2006 fue una temporada más activa desde que tengan registros desde 1997, que también produjo diecinueve tormentas nombradas, dieciocho ciclones se desarrollaron dentro del área de responsabilidad del Centro Nacional de Huracanes (NHC), que se encuentra al este de 140°W además una tormenta formada de esa área. En la estimación se formaron 19 tormentas nombradas, 11 huracanes y 6 huracanes mayores (categoría 3 a mayor de la Escala de huracanes de Saffir-Simpson). La temporada inició oficialmente inició el 15 de mayo en el Pacífico oriental e inició 1 de junio en el Pacífico central, estos finalizaron el 30 de noviembre. Estas fechas convencionalmente delimitan durante el período de cada año cuando la mayor parte de ciclones tropicales se forman en el océano Pacífico. Sin embargo, la formación de ciclones tropicales es posible en cualquier momento del año.
La actividad de los ciclones tropicales comenzó el 27 de mayo cuando la tormenta tropical Aletta se formó en la costa del suroeste de México. No se formaron tormentas en el mes de junio, aunque la temporada se activó en julio, cuando se desarrollaron cinco tormentas, incluyendo el huracán Daniel, que fue la segunda tormenta más fuerte de la temporada, así como la tormenta tropical Emilia. Durante el mes de agosto, los huracanes Ioke y John se formaron, así como otras cuatro tormentas. Septiembre fue un mes relativamente tranquilo con dos tormentas, de las cuales una fue huracán Lane. Tres tormentas se desarrollaron en octubre, incluyendo el huracán Paul y dos se formaron en noviembre; esto marcó la segunda vez en registro, después de la temporada de 1961, cuando más de una tormenta tropical se desarrolló en la cuenca durante el mes de noviembre. El ciclón tropical más fuerte de la temporada fue el huracán Ioke, que alcanzó la categoría 5 en la Escala de huracanes de Saffir-Simpson en el Océano Pacífico central; Ioke pasó cerca del Atolón Johnston y más tarde Isla Wake, donde causó grandes daños pero no numerosas perdidas humanas. La tormenta más mortífera de la temporada fue el huracán John, que mató a seis personas después de golpear la península de Baja California, y la tormenta más costosa fue el huracán Lane, que causó $203 millones (USD 2006) en daños ocasionales en el suroeste de México.

## Pronósticos
La Administración Nacional Oceánica y Atmosférica (NOAA) publicó sus pronósticos para las temporadas de huracanes en el Atlántico y en el Pacífico del año 2006. Se esperaba que la temporada del Pacífico estuviera obstaculizada por el ciclo de décadas de duración que comenzó en 1995, que generalmente aumentó la cizalladura del viento a través de la cuenca. El área de responsabilidad del Centro de Huracanes del Pacífico Central también se espera que sea inferior a la media, con sólo dos o tres ciclones tropicales que se espera formar o cruzar en la zona. El 15 de mayo, la temporada de huracanes comenzó en la cuenca del Pacífico Oriental, que es el área del norte del Océano Pacífico al este de 140°W. El 1 de junio, la temporada comenzó en la zona de alerta del Pacífico Central (entre 140°W y la línea internacional de fecha); sin embargo, no ocurrieron tormentas en la región hasta en el mes de julio. Este pronóstico se basó principalmente en la expectativa de condiciones de la neutral El Niño-Oscilación del Sur con el fenómeno de El Niño. En promedio, una temporada de huracanes en el Pacífico entre 1995 y 2006 contenía doce tormentas tropicales, seis huracanes y tres huracanes mayores, con un índice de Energía Ciclónica Acumulada (ACE) de entre 90 y 160 unidades.
El 22 de mayo de 2006, el CPC de la Administración Nacional Oceánica y Atmosférica (NOAA) publicó sus pronósticos para las temporadas de huracanes en el Atlántico y en el Pacífico del año 2006. Se esperaba que la temporada del Pacífico estuviera obstaculizada por el ciclo de décadas de duración que comenzó en 1995, que generalmente aumentó la cizalladura del viento a través de la cuenca. La NOAA pronosticó un nivel de actividad por debajo del normal en el Pacífico oriental, con 12-16 tormentas nombradas, de las cuales se esperaba que 6-8 se convirtieran en huracanes, y 1-3 que se espera que se conviertan en huracanes mayores.

## Resumen de la temporada
En general, se formaron 19 tormentas nombradas, 11 huracanes y 6 huracanes mayores (categoría 3 a mayor de la Escala de huracanes de Saffir-Simpson). La temporada inició oficialmente inició el 15 de mayo en el Pacífico oriental e inició 1 de junio en el Pacífico central, estos finalizaron el 30 de noviembre de 2006. No se desarrollaron tormentas tropicales en junio en la cuenca, lo que era inusual en comparación con el promedio de dos tormentas que se forman durante el mes. La temporada no se formaron ciclones tropicales en junio en la cuenca, lo que fue inusual en comparación con el promedio de dos tormentas que se formaron durante el mes. De 1966 a 2008, ha habido solo tres temporadas más en las que no se formó una tormenta tropical en junio, siendo estos como las temporadas 1969, 2004 y 2007. Una ciclón extratropical persistió en el extremo norte del Océano Pacífico central a finales de octubre. Se deslizó sobre aguas inusualmente cálidas hasta 3,6°F (2°C) por encima de lo normal, y desarrolló gradualmente la convección cerca del centro. El 2 de noviembre, el satélite QuikSCAT sugirió que el sistema alcanzó vientos de hasta 95 km/h (60 mph) al oeste de Oregón. El sistema también desarrolló un ojo. El ciclón rastreó hacia el noreste a medida que se debilitó gradualmente, y se disipó el 4 de noviembre. La NASA consideró que el ciclón era una tormenta subtropical. Sin embargo, como se formó fuera del territorio de cualquier organización de monitoreo, no fue nombrado. Operacionalmente, llamó el sistema como una perturbación tropical, numerada como el 91C.
Después de un mes inactivo, los ciclones se activaron en julio cuando se desarrollaron cinco tormentas nombradas, incluyendo como el huracán Daniel, que fue la segunda tormenta más fuerte de la temporada. Durante en el mes agosto, los huracanes Ioke y John se formaron, así como otras cuatro tormentas. Septiembre fue un mes relativamente tranquilo con dos tormentas, de las cuales una fue el huracán Lane. Para entonces, las condiciones del fenómeno de El Niño se establecieron a través del Pacífico, que se sabe para realzar la actividad de la temporada de huracanes. Tres tormentas se desarrollaron en octubre, incluyendo el huracán Paul. La actividad tropical en la cuenca en noviembre de 2006 fue la más activa registrada, basada en el Índice de Energía Ciclónica Acumulada (ACE). Se formaron tres ciclones tropicales, de los cuales dos se convirtieron en tormentas tropicales; junto con la temporada de 1961, produjeron dos tormentas tropicales en el mes de noviembre. Además, México fue golpeado por cuatro ciclones tropicales en 2006, ninguno en la costa del Caribe y en toda la costa del Pacífico. Un ciclón tropical golpeó a la península de Baja California mientras que los otros hicieron a tocar tierra en el continente del estado. El índice de Energía Ciclónica Acumulada (ECA) para la temporada de huracanes en el Pacífico de 2006 en total es 157 unidades. 

## Ciclones tropicales

### Tormenta tropical Aletta
El 21 de mayo, una onda tropical cruzó hacía América Central y entró hacía el Océano Pacífico. La onda se desplazó hacia el oeste, y después de varios días comenzó a interactuar con una depresión de bajo nivel cerca del Golfo de Tehuantepec, y como resultado la convección profunda aumentó. Para el 25 de mayo, una gran área de baja presión se formó varios cientos de millas al sur de Acapulco, México. La cizalladura del viento inhibió inicialmente el desarrollo, aunque las condiciones se volvieron ligeramente más favorables después de varios días, ya las 06:00 UTC del 27 de mayo, una depresión tropical se formó a unos 305 km al sur de Acapulco. Desplazándose un poco, la depresión fue desorganizada debido al continuo corte, dejando el centro de circulación al oeste de la actividad convectiva. Más tarde en la mañana del 27 de mayo, el sistema comenzó a mostrar signos generales de organización, relacionados principalmente con una ráfaga de convección en el semicírculo oriental. Al mismo tiempo, el centro de circulación se reformó o comenzó a moverse más al norte, posiblemente al norte-noreste. En la mayoría de los pronósticos se prevé que la tormenta se desviaría hacia el norte durante varios días, aunque algunos modelos informáticos predijeron que la tormenta se movería hacia el interior cerca de Acapulco. A las 18:00 UTC del 27 de mayo, la depresión tropical se organizó en una tormenta tropical, y como fue nombrado Aletta por el Centro Nacional de Huracanes. Con la dificultad de la predicción continua, una explosión de nueva convección se formó al este del centro a principios del 28 de mayo, cuando la tormenta empezó a desplazar hacia el sur. A las 06:00 UTC, Aletta alcanzó vientos máximos de 75 km/h (45 mph) mientras que casi se mantuvo inmóvil en movimiento hacia delante. Más tarde en la tarde, el centro de la tormenta se oscureció, sometiendo así el lugar exacto a la especulación. Además, la circulación fluctuó en la organización con la intensidad alterna de la cizalladura del viento, y en el momento manteniendo las nubes alargadas, en lugar de la típica forma circulatoria. A medida que la tormenta se desplazó hacia el oeste y ejecutó un pequeño bucle ciclónico a principios del 29 de mayo, el aumento de la cizalladura y el aire seco se arrastró en el sistema, causando que se debilitara a una depresión tropical a las 18:00 UTC. Poco convección siguió después, y la tormenta casi se debilita durante varios días, convirtiéndose en un baja remanente el 31 de mayo. La baja remanente se disipó dos días después.
Cuando la tormenta comenzó a moverse hacia la costa, el gobierno mexicano emitió avisos y alertas de tormenta tropical entre Punta Maldonado y Zihuatanejo. A las 18:00 UTC del 29 de mayo, el asesoramiento fue interrumpido después de una serie de modificaciones y extensiones. Aletta produjo precipitaciones moderadas en todo México, incluyendo un total de precipitaciones de 24 horas de 100.2 mm (3.94 pulgadas) en Jacatepec, Oaxaca el 30 de mayo y 96.0 mm (3.78 pulgadas) en La Calera, Guerrero, al día siguiente. Altos vientos derribaron árboles y causaron daños estructurales menores. En Zihuatanejo, un barco con nueve personas fue rescatado después de haber sido reportado como desaparecido, lo que puede haber sido un resultado de alto oleaje generado por Aletta. Sin embargo, no hubo informes de fallecimientos totales asociadas con Aletta.

### Depresión tropical Dos-E
La depresión tropical se originó a partir de una onda tropical de la costa del suroeste de México a finales de mayo de se año. Un área de convección se asoció con la onda, y los meteorólogos del Centro Nacional de Huracanes (NHC) observaron que las condiciones ambientales favorecían el desarrollo gradual. El sistema, que fue reforzado por la Zona de Convergencia Intertropical (ITCZ), se desplazó hacia el norte con un anticiclón a su este y oeste. El 1 de junio, la convección se volvió más concentrada, y al día siguiente desarrolló un área de baja presión; para ese entonces, comenzó una pista constante del noroeste. Un anticiclón de nivel superior al norte del sistema proporcionó un ambiente más favorable para la organización, permitiendo que la convección se organizara en características de bandas nubosas. El sistema también desarrolló una salida, aunque inicialmente la circulación superficial era demasiado alargada para que fuera considerada un ciclón tropical. A principios del 3 de junio, el anticiclón cercano se desplazó hacia el noreste, lo que aumentó la cizalladura del viento sobre el sistema y lo hizo brevemente menos organizado. Sin embargo, la convección aumentó sobre el centro, ya las 15:00 UTC el 3 de junio el Centro Nacional de Huracanes clasificó el sistema como la depresión tropical Dos-E' a unos 140 millas (220 km) al suroeste de Zihuatanejo, Guerrero; la actualización se debió a que el sistema desarrollaba una convección suficientemente organizada, así como una circulación de superficie cerrada. Al ser clasificado como un ciclón tropical, la depresión fue en un área no favorable para un fortalecimiento significativo, debido a la interacción de la tierra y la cizalladura del viento. Estaba siguiendo firmemente hacia el noreste, y cuando se acercaba a la costa, el centro de la depresión fue difícil de localizar. Sin embargo, la organización en general generó brevemente, y en un pronóstico se predijo que la depresión alcanzaría estatus de tormenta tropical. A principios del 4 de junio, la convección se debilitó significativamente, dejando al centro parcialmente expuesto. La continua cizalladura del viento trajo la mayor parte de la actividad de tormenta asociada en el suroeste de México, mientras que el centro de la depresión permaneció justo al mar. A finales del 4 de junio, la circulación aceleró lejos de la convección profunda cuando pasó una distancia corta al sur de Acapulco. A principios del 5 de junio, la circulación se disipó, y más tarde esa noche los restos se trasladaron al interior.
Debido a la incertidumbre sobre si la depresión no alcanzó el estatus de tormenta tropical, el gobierno de México emitió una alerta de tormenta tropical de Punta San Telmo, Michoacán a Acapulco, Guerrero. Antes de afectar el litoral, la agencia meteorológica mexicana emitió un aviso de fuertes lluvias, mencionando también el potencial de inundaciones y deslizamientos de tierra para los estados de Jalisco, Colima, Michoacán, Guerrero y Oaxaca. Los funcionarios prepararon 21 refugios en la región. La depresión produjo fuertes lluvias a lo largo de la costa, incluyendo un total de 19.1 pulgadas (486 mm) medidas en un período de 48 horas en Acapulco. Los totales de más de 2 pulgadas (50 mm) se extienden por gran parte de Guerrero y Oaxaca, causando inundaciones repentinas y deslizamientos de tierra. La tormenta inundó parcialmente unas 40 casas y un total de 72 personas se vieron obligadas a abandonar sus hogares. En Acapulco, las aguas de las inundaciones lavaban la basura de las esquinas a las playas. En otras partes de Guerrero, las inundaciones y los deslizamientos de lodo bloquearon varias autopistas, que dejó varadas docenas de vehículos. El muro de una prisión se derrumbó debido a la lluvia. También en Acapulco, la lluvia derribó árboles y líneas eléctricas, causando cortes de energía y provocando un incendio cuando un transformador explotó. No se reportaron muertes.

### Huracán Bud
El 27 de junio, una onda tropical surgió de la costa oeste de África. Procedió hacia el oeste a través del Océano Atlántico y emergió en el Océano Pacífico del este antes del 7 de julio. La onda generó una área de la baja presión, cerca de 630 millas (1,010 kilómetros) al sur de Manzanillo, México. El interés por el sistema creció a lo largo del día siguiente, y la convección gradualmente se organizó de manera favorable. A principios del 11 de julio, el bajo fue designado como una depresión tropical. La tormenta siguió hacia el oeste-noroeste durante toda su duración, bajo las corrientes de dirección de una cresta subtropical de nivel medio que se extendía hacia el oeste desde el norte de México. Inicialmente, un pequeño sistema de baja presión de nivel superior al norte de la depresión generó con la cizalladura del viento en el norte y aire seco, lo que inhibió el desarrollo de la actividad de las tormentas. Sin embargo, después de que la depresión tropical fue designada con el bajo debilitambiento y la cizalladura del viento cedió. Ubicada sobre temperaturas cálidas del superficie del mar, la tormenta alcanzó el estatus de tormenta tropical a las 06:00 UTC del 11 de julio, y como tal fue nombrada Bud por el Centro Nacional de Huracanes. Posteriormente, la tormenta se intensificó rápidamente. Con condiciones más favorables, la tormenta presentó una zona de bandas nubosas bastante organizado, y el centro de circulación previamente expuesto estaba rodeado de convección. En la medianoche del 12 de julio, la tormenta desarrolló un ojo y se convirtió en un huracán. La convección que rodeaba el centro se profundizó y una ráfaga de actividad de tormenta en el sureste y oscureció el ojo en las imágenes de satélite. El flujo de salida estaba establecido en todos los cuadrantes, aunque estaba ligeramente conveccionado al este, que se creía que era resultado de la interacción con la tormenta tropical Carlotta. Más tarde, el 12 de julio, Bud pasó a ser un huracán de categoría 2 en la escala de huracanes de Saffir-Simpson. Bud alcanzó el estatus de huracán mayor como huracán categoría 3 el 13 de julio. Presentaba un ojo definido que tenía unos 37 km de diámetro, que estaba envuelto por un anillo completo de tormentas profundas. Un pequeño ciclón, el área de los vientos se contrajo algo alrededor de la misma época. A las 06:00 UTC de ese día, el huracán alcanzó su máxima intensidad, con vientos de 205 km/h (125 mph) y una presión barométrica mínima de 953 mbar (hPa; 28.14 inHg). Posteriormente se encontraron aguas frías y aire estable, comenzó un rápido debilitamiento. Como resultado de la tendencia de debilitamiento, Bud se degradó en un huracán categoría 2 a las 18:00 UTC. El ojo se oscureció y las nubes convectivas comenzaron a calentarse. El 14 de julio, Bud cayó por debajo del estado de huracán y perdió gran parte de su convección durante el día. Además de las temperaturas de la superficie del mar más frías y un entorno desfavorable, la cizalladura en el sudeste contribuyó el debilitamiento. Por la tarde, solo un parche de actividad de tormenta se demoró al norte del centro. El 15 de julio, la tormenta se degradó a una depresión tropical, y degeneró en un baja remanente al día siguiente. El nivel bajo se disipó completamente en los vientos alisios del este de nivel bajo el 17 de julio, a unos 750 km (1,210 km) al este-noreste de Hawái.
Como el huracán Bud no impactó a tierra y permaneció lejos de la tierra. No se reportaron efectos, daños millonarios a la propiedad o fallecimientos totales; no se vieron afectados los buques, y no se emitieron avisos y avisos de ciclones tropicales. Los remanentes de Bud posteriormente trajeron lluvias ligeras a las islas hawaianas el 19 de julio, dos días después de que se disiparan.

### Huracán Carlotta
Una onda tropical salió de África el 30 de junio y se movió a través del Océano Atlántico sin desarrollo. El 9 de julio, al atravesar América Central hacia el este del Océano Pacífico Norte, la actividad de las tormentas aumentó, y el sistema se formó como la depresión tropical Cuatro-E a principios del 12 de julio, a unos 2905 km al sur de Zihuatanejo, Guerrero. La gran depresión se movió rápidamente hacia el oeste-noroeste al sur de una cresta sobre el noroeste de México, y sus bandas de lluvia exteriores se movieron a través de la costa. Los totales de precipitación fueron menores de 1 pulgada (25 mm). La depresión se intensificó en la tormenta tropical Carlotta seis horas después de formarse. A finales del 12 de julio, la tormenta desarrolló características de bandas, ya principios del 13 de julio Carlotta alcanzó el estatus de huracán a unos 430 mi (700 km) al sur de la punta sur de la península de Baja California. Cuando Carlotta se intensificó, el sistema se hizo más compacto, y alcanzó picos de viento de 85 mph (140 km/h) el 13 de julio. Un ojo formado en el centro, y el huracán se pronosticó brevemente para alcanzar el estatus de huracán mayor, o una categoría 3 en la escala de huracanes de Saffir-Simpson. Sin embargo, Carlotta se debilitó debido al aumento de la cizalladura del viento por el huracán Bud hasta su oeste, el ojo y la convección se deterioraron. Carlotta brevemente se debilitó a estatus de tormenta tropical a finales del 14 de julio, aunque una disminución en el cizallamiento le permitió reintensificar en un huracán. Este fue de corta duración como el centro se trasladó a la zona de aguas más frías, y Carlotta de nuevo se debilitó a estatus de tormenta tropical. A finales del 15 de julio, la circulación se separó de la convección, y Carlotta debilitó a estado de depresión tropical el 16 de julio, y al día siguiente generó en un baja remanente. La circulación siguió generalmente hacia el oeste, disipándose el 20 de julio cerca de 1500 millas (1400 kilómetros) al este de las islas hawaianas.

### Huracán Daniel
El huracán Daniel se originó a partir de una onda tropical que dejó la costa occidental de África el 2 de julio de 2006. La onda atravesó el océano Atlántico y el mar Caribe con pocas áreas de convección asociadas y el 12 de julio, el fenómeno cruzó Centroamérica, entrando así en la parte nordeste del océano Pacífico. Las áreas de convección aumentaron el 13 de julio y, dos días después, el sistema comenzó a intensificarse en el sur de México, continuando hacia el oeste en torno a 25 km/h y el 16 de julio el fenómeno se organizó. Con bandas de lluvia convectivas al norte y al sur de la circulación de bajos niveles, se estima que la onda se desarrolló en una depresión tropical al finalizar el 16 de julio aproximadamente a 845 km al suroeste de la ciudad de Manzanillo, en el estado mexicano de Colima. Clasificada como la depresión tropical Cinco-E, el sistema siguió para oeste impulsado por una alta subtropical de niveles medios. En las horas siguientes a la formación de la depresión, el sistema presentaba áreas de convección profunda cerca de su centro. Las condiciones favorecían su desarrollo, incluyendo la temperatura tibia de la superficie del mar, cantidades muy bajas de vientos cortantes y un anticiclón bien establecido sobre la depresión. Las áreas de convección se centralizaron, coincidiendo con la mejora de los flujos externos de altos niveles y estos se hicieron más simétricos. Basado en los números Dvorak, se estimó que la depresión se intensificó en la tormenta tropical que llevó el nombre Daniel alrededor de las 12:00 UTC del 17 de julio. Daniel rápidamente se organizó, exhibiendo un aumento de las áreas de convección profunda y de las bandas de lluvia. Un centro denso nublado se formó, al mismo tiempo que una banda de lluvia bien definida envolvió el centro de la circulación. Basado en la formación de una estructura semejante a un ojo, el Centro Nacional de Huracanes clasificó Daniel como un huracán a finales del 18 de julio mientras el fenómeno estaba localizado alrededor de 1420 km al suroeste del Cabo San Lucas.
El 19 de julio, el ojo de Daniel se visibilizó en las imágenes de satélite, asumiendo el formato de ojo en "agujero de aguja". El huracán sufrió un ciclo de reposición en la pared del ojo cuando comenzó, y después hacia el oeste-noroeste, lo que interrumpió temporalmente la tendencia de fortalecimiento del fenómeno. Después de eso, Daniel comenzó a fortalecerse rápidamente, alcanzando la fuerza de un gran huracán el 20 de julio. Más tarde, el fenómeno se tornó un ciclón muy simétrico con un ojo de casi 50 km de diámetro. Después de alcanzar la fuerza de un huracán de categoría 4, entre las 5 posibles de la escala de huracanes de Saffir-Simpson, el sistema recordaba al de un huracán anular. El 21 de julio la formación sufrió otro ciclo de sustitución de la pared del ojo y después de completar este ciclo, Daniel alcanzó el pico de intensidad con vientos constantes de 240 km/h en la madrugada del 22 de julio, cerca de 2175 km a suroeste de Cabo San Lucas. Después de mantener este pico de intensidad durante 18 horas, Daniel comenzó a debilitarse continuamente a medida que el sistema pasaba por aguas progresivamente más frías. El ojo se transformó el 23 de julio, antes de que los topos de las nubes se calentasen otra vez y los vientos disminuyesen. El huracán entró en el área de responsabilidad de previsiones del Centro de Huracanes del Pacífico Céntrico el 24 de julio, e inmediatamente después su ojo desapareció de las imágenes de satélite. Se previó que Daniel seguiría su trayectoria por el archipiélago de Hawái como una tempestad tropical; pues las aguas cerca de las islas estaban más calientes, y se esperaba la disminución de los vientos de cizalladura. Sin embargo, Daniel se desaceleró en cuanto el alta subtropical del norte se debilitó y, debido a la combinación de aguas frías y aumento de los vientos de cizalladura orientales, el sistema se debillitó formando una tempestad tropical el 25 de julio. Después no hubo áreas de convección activas cerca del centro de la circulación expuesta y al comienzo de la madrugada del día siguiente, el sistema se debilitó convirtiéndose en una depresión tropical. Las áreas de truenos no tuvieron lugar y Daniel se degeneró en una área de baja presión remanente alrededor de la medianoche del 27 de julio cerca de 1290 km al sudeste de la ciudad de Hilo, en el estado del Hawái. El área de baja presión remanente continuó a continuación hacia el noroeste, pasando inmediatamente al sur de la isla de Hawái la mayor del archipiélago, el 28 de julio, antes de disiparse completamente.

### Tormenta tropical Emilia
Los orígenes de Emilia fueron de una onda tropical que se convirtió en una depresión tropical el 21 de julio, a una corta distancia de la costa de Acapulco. Se movió hacia el noroeste hacia el noroeste, alcanzando estatus de tormenta tropical el 22 de julio y pasando a unos 175 millas (280 km) al suroeste de Manzanillo, Colima. Una barrera de ojo comenzó a formarse ese día, y Emilia alcanzó vientos máximos de 105 km/h. Se debilitó brevemente debido a la cizalladura del viento, aunque se produjo un fortalecimiento cuando la tormenta se dirigió hacia la península de Baja California. El 26 de julio, Emilia volvió a alcanzar vientos máximos de 105 km/h, y poco después pasó a unos 95 km al suroeste de la punta sur de Baja California. Se debilitó a medida que se convirtió en aguas más frías, primero a un estado de depresión tropical el 27 de julio y luego a un mínimo de convectivo-menor remanente el 28 de julio. Los restos se disipó el 31 de julio.
En el suroeste de México, Emilia produjo vientos de tormenta tropical a lo largo de la costa. Las precipitaciones en la parte sur de la península de Baja California causaron pequeñas inundaciones y vientos racheados causaron daños a edificios y líneas eléctricas. La humedad de Emilia llegó al sudoeste de los Estados Unidos. Las tormentas y la lluvia ocurrieron en Arizona, causando inundaciones. En el sur de California, la tormenta dejó caer una lluvia ligera, lo que ayudó a los bomberos a contener un incendio forestal.

### Tormenta tropical Fabio
La convección aumentó el 28 de julio ya las 18:00 UTC del 31 de julio el sistema se convirtió en la depresión tropical Siete-E a unos 980 millas (1.580 km) al suroeste de la costa oeste de África. el extremo sur de la península de Baja California. Seis horas más tarde, la depresión se elevó a la tormenta tropical que lleva el nombre de Fabio. Se movió hacia el oeste debido a una cresta al norte, y el 1 de agosto, Fabio alcanzó vientos máximos de 50 mph (85 km/h). Más tarde, la tormenta comenzó a debilitarse debido al aumento de la cizalladura del viento y del aire seco. El 3 de agosto, Fabio se deterioró hasta convertirse en estado de depresión tropical, y más tarde ese día degeneró en un área de baja presión. Los restos continuaron hacia el oeste, moviéndose a través de Hawái el 7 de agosto.
Aunque Fabio no afectó a tocar la tierra, sus restos produjeron lluvias fuertes en Hawái. En un período de 24 horas, se registraron 2,89 pulgadas (73 mm) de lluvia en Glenwood, en la isla de Hawái; este fue el mayor total de precipitaciones diarias para el mes en la isla. Sin embargo, la precipitación más pesada cayó en el Monte Wai'ale'ale en Kauai, donde 15,08 pulgadas (383 mm) cayeron en 24 horas; este total solo fue mayor que todos los demás totales mensuales de lluvia en el estado. Las fuertes lluvias inundaron el río Hanalei, lo que obligó al cierre de la autopista Kuhio cuando un puente fue inundado. En Oahu, la lluvia causó estancamiento en las carreteras e inundaciones a lo largo de los arroyos. Un arroyo inundado atrapó a 24 excursionistas a lo largo de un sendero, todos los cuales requerían rescate en helicóptero.

### Tormenta tropical Gilma
El 17 de julio, una onda tropical salió de África y cruzó el Atlántico sin desarrollarse. El 25 de julio entró en el Pacífico oriental, desarrollando gradualmente un área de convección organizada. A pesar de los vientos marginalmente favorables, el sistema se organizó lo suficiente como para ser declarado una depresión tropical el 1 de agosto, varios cientos de millas al suroeste de Acapulco, Guerrero, México. Inicialmente, la depresión seguía hacia el oeste-noroeste. A pesar de la cizalladura del viento en la zona, la depresión se elevó a la tormenta tropical que lleva el nombre de Gilma el 1 de agosto. La cizalladura del viento impidió un mayor fortalecimiento u organización y Gilma se debilitó a una depresión tropical a principios del 2 de agosto, y Gilma degeneró en un baja remanente el 4 de agosto.

### Huracán Héctor
Una onda tropical salió de África el 31 de julio, y después desde en el Atlántico no desarrolló ningún ciclón tropical, atravesó Centroamérica hacia el noreste del Océano Pacífico el 10 de agosto. La convección aumentó gradualmente y un amplio área de baja presión se desarrolló a unos 605 km al sur de Acapulco, México, el 13 de agosto. El sistema continuó organizándose y se convirtió en una depresión tropical alrededor de las 18:00 UTC del 15 de agosto a 1.045 km al sur-suroeste de la península de Baja California. Se movió hacia el oeste-noroeste, situado al sur de una zona nubosa que se extendía hacia el oeste desde el norte de México hacia el oeste en el Pacífico. La depresión se intensificó rápidamente en la tormenta tropical que lleva el nombre de Hector a principios del 16 de agosto. Hector pudo fortalecerse continuamente, alcanzando el estatus de huracán a las 06:00 UTC del 17 de agosto. Se estima que Hector alcanzó su máxima intensidad de 175 km/h a las 06:00 UTC del 18 de agosto, mientras que se centró alrededor de 1.665 km al suroeste de la península de Baja California. Héctor evolucionó como un huracán de categoría 2 durante las próximas 24 horas. Poco después, se encontró con aguas más frías y cizalladura del oeste, y Hector se debilitó constantemente hasta llegar a ser una tormenta tropical para el 20 de agosto. Poco después, la tormenta alcanzó una debilidad en la zona subtropical, lo que causó que se mueva lentamente hacia el noroeste. Para el 21 de agosto, la convección profunda estaba confinada a la porción noreste de la circulación. El cizallamiento no fue lo suficientemente fuerte para debilitar completamente el ciclón tropical y Héctor siguió siendo una tormenta tropical con vientos de 50 mph (85 km/h) durante unas 24 horas. Después de que la lluvia restante y la actividad de tormenta eléctrica se disiparon el 22 de agosto, el ciclón se volvió hacia el oeste en respuesta al flujo de viento de bajo nivel del este. Héctor se debilitó a una depresión tropical a las 00:00 UTC del 23 de agosto, ya fue un baja remanente seis horas más tarde. La circulación remanente de Hector se disipó el 24 de agosto a unos 750 km (1,210 km) al este de las islas hawaianas.

### Huracán Ioke
La zona de convergencia intertropical (ZCIT) formó una perturbación tropical con circulación de magnitud baja muy al sureste de Hawái a mediados de agosto de 2006. Bajo la influencia de una fuerte cresta subtropical al norte que se desplazaba al oeste, la perturbación se desplazó también por esa dirección, con un aumento y, a la vez, una disminución de su actividad convectiva local diariamente. Lentamente se organizó y a finales del 20 de agosto la perturbación se convirtió en la depresión tropical Uno-C (01C) mientras se localizaba a 1.215 kilómetros al sur de Honolulú, Hawái. A ese tiempo, no había convección asociada con la ZCIT en 10 grados de longitud. La cizalladura de viento prácticamente inexistente y temperatura superficial del mar de alrededor de los 28 grados Celsius favorecieron su intensificación y rutinariamente se pronosticó que el ciclón alcanzaría la condición mínima de huracán en cuatro días antes de empezar a debilitarse. La depresión alcanzó el estatus de tormenta tropical en seis horas de fortalecimiento. El Centro de Huracanes del Pacífico Central (CPHC por sus siglas en inglés) designó al sistema con el nombre de Ioke, nombre hawaiano de Joyce. Subsecuentemente, el Ioke rápidamente se intensificó y a finales del 20 de agosto la tormenta formó una nubosidad central densa e inició la formación de una pared de ojo; a finales del 21 de agosto la tormenta se intensificó a huracán, solo 24 horas después de su formación. El huracán Ioke rápidamente se intensificó mientras se desplazaba al oeste-noroeste, con ojo muy definido y una pared de ojo convectiva intensificándose. Cerca de la línea internacional de cambio de fecha un vaguada frontal giró al huracán al noroeste y luego de un período de rápida intensificación el Ioke alcanzó vientos máximos sostenidos de 217 km/h a inicios del 22 de agosto mientras se localizaba aproximadamente a 451 kilómetros al sureste del atolón Johnston. Luego de mantener la categoría cuatro en la escala de huracanes de Saffir-Simpson por cerca de 18 horas, una cizalladura de viento al suroeste erosionó levemente el núcleo interno del huracán y debilitó los vientos máximos sostenidos del Ioke a los 169 km/h. A finales del 22 de agosto, el huracán pasó aproximadamente a 48 kilómetros al sur del atolón Johnston, con la parte noreste de la pared de ojo cruzando el atolón a inicios del 23 de agosto. Luego de girar al oeste a finales de aquel día, la cizalladura de viento empezó a disminuir, permitiendo un segundo período de rápida intensificación. Para el 24 de agosto, el huracán mantuvo una pared de ojo cerrada de aproximadamente 37 kilómetros de diámetro y el 25 de agosto el Ioke alcanzó la categoría cinco en la escala de huracanes de Saffir-Simpson mientras se ubicaba aproximadamente a 1.561 kilómetros al oeste-suroeste de la isla hawaiana de Kauaʻi.
Luego de mantener la categoría cinco por cerca de 18 horas, el huracán Ioke se debilitó levemente debido a un ciclo de reemplazamiento de pared de ojo. Completado el ciclo el 26 de agosto, el huracán se reintensificó al estatus de categoría cinco. La vaguada al oeste se desplazó más por esa dirección y se alejó del ciclón, permitiendo a la cresta subtropical a constituirse por delante de este, el cual lo giró suroeste. Las condiciones permanecieron muy favorables para la sostenibilidad de un poderoso ciclón tropical. Los ciclones de magnitud alta muy lejos al noroeste proveyeron canales de frente de ráfaga y cizalladura de viento débil, con temperatura del mar cálida a lo largo de su trayecto. Con estas condiciones, el modelo ciclónico del Laboratorio Geofísico de Flujos Dinámicos predijo que el Ioke alcanzaría vientos de 354 km/h, con una presión mínima predicha de 860 hPa. A inicios del 27 de agosto, la presión disminuyó a los 915 hPa y brevemente después cruzó la línea internacional de cambio de fecha, convirtiéndose en un tifón con vientos máximos sostenidos de 260 km/h.

### Huracán Ileana
Una onda tropical se movió de la costa de África el 8 de agosto, que posteriormente siguió hacia el oeste a través del Océano Atlántico con mínima convección. La onda cruzó hacia el Océano Pacífico oriental el 16 de agosto, cuando la convección aumentó a lo largo del eje de la onda. Tres días después, se formó una zona de baja presión muy débil a lo largo de la onda,  y a principios del 20 de agosto se evidenció un amplio giro ciclónico dentro de las nubes. Gradualmente, las características de anillado se desarrollaron alrededor del área de convección profunda, y se esperaba que el sistema se desarrollara más a medida que avanzara en un entorno cada vez más favorable. La convección aumentó tarde el 20 de agosto, aunque inicialmente se mantuvo desorganizada; sin embargo, las tormentas se consolidaron cerca de la baja, y se estima que el sistema se convirtió en una depresión tropical a las 12:00 UTC del 21 de agosto, a unos 350 mi (560 km) al sursuroeste de Acapulco, México.  Una cresta de nivel medio sobre México hizo que el ciclón siguiera constantemente hacia el noroeste. Con temperaturas de agua templada y baja cizalladura del viento vertical. La depresión se intensificó rápidamente como la tormenta tropical y nombró Ileana. La convección se desarrolló y organizó en una nubosidad central densa, y con abundante humedad de bajo nivel, se esperaba una rápida profundización. Se formó un ojo en el centro de la convección e Ileana alcanzó el estado de huracán el 22 de agosto. El 23 de agosto, unas 48 horas después de la formación, Ileana alcanzó un estado de huracánmayor y una intensidad máxima de 120 mph (195 km/h) a unos 60 millas (100 km) al sureste de la Isla Socorro. También alcanzó una presión atmosférica de 955 mbar (hPa; 28.20 inHg), así como un diámetro de ojo de 23 millas (37 km). Inicialmente, se pronostica que Ileana se intensificará aún más para alcanzar la categoría 4 en la escala de huracanes de Saffir-Simpson. Después de pasar al sur de la Isla Socorro, el huracán comenzó una tendencia de debilitamiento lento debido a las aguas más frías; a medida que los vientos disminuyeron, el ojo se expandió y las tormentas se desvanecieron. La cresta hacia el norte se debilitó, lo que provocó que la tormenta disminuyera y girara más hacia el oeste-noroeste. Temprano el 26 de agosto, Ileana se debilitó al estado de tormenta tropical. Más tarde ese día, la convección disminuyó marcadamente y, a principios del 27 de agosto, se deterioró a un estado de depresión tropical. A última hora del 27 de agosto, Ileana había estado sin convección profunda durante aproximadamente 18 horas, y así degradó en una amplia baja remanente. Continuó lentamente hacia el oeste, disipándose el 29 de agosto a unos 830 millas (1,340 km) al oeste-noroeste de Cabo San Lucas.
El huracán Ileana nunca tuvo un impacto significativo sobre la tierra, ni avisos de ciclones tropicales ni vigilancia de la tormenta. Mientras estaba cerca de la intensidad máxima, pasó 60 millas (100 km) al sur de la deshabitada Isla Socorro; una estación en la isla registró vientos sostenidos de 59 mph (95 km/h), con ráfagas a 77 mph (125 km/h). El huracán causó fuertes lluvias a lo largo de la costa mexicana, causando inundaciones en Nayarit, Jalisco, Colima, Michoacán y Baja California Sur. Las olas altas de Ileana llegaron a la costa, matando a un surfista cerca de Cabo San Lucas a pesar de las advertencias de prohibir a nadar en el océano.

### Huracán John
La onda tropical que se convertiría en una tormenta se movió de la costa de África el 17 de agosto. Ingresó al Océano Pacífico oriental el 24 de agosto, y rápidamente mostró signos de organización. Esa noche, las clasificaciones de Dvorak se iniciaron en el sistema mientras estaba justo al oeste de Costa Rica, y se desplazó hacia el oeste-noroeste a 10-15 mph (15-25 km/h). Las condiciones parecían favorables para un mayor desarrollo, y la convección aumentó tarde el 26 de agosto en el área de baja presión. Temprano el 27 de agosto, el sistema se organizó mucho a unas 250 millas (400 km) al sur-suroeste de Guatemala, aunque la convección se mantuvo mínima. A principios del 28 de agosto, las bandas aumentaron en su convección organizativa, y el sistema se convirtió en depresión tropical Once-E. Debido a la baja cantidad de cizalladura vertical, aguas muy cálidas y humedad abundante, se pronosticó una intensificación constante, y la depresión se fortaleció a la tormenta tropical que llevó el nombre de John más tarde el 28 de agosto. La convección profunda continuó desarrollándose durante la tormenta, mientras que una característica del ojo se desarrolló dentro de la expansión del denso central. La tormenta continuó intensificándose, y John alcanzó el estado de huracán el 29 de agosto, mientras que 190 millas (305 km) al sur-sureste de Acapulco. Las características de anillamiento continuaron aumentando a medida que el huracán se movía hacia el oeste-noroeste en la periferia suroeste de una cresta de nivel medio-alto sobre el norte de México. El huracán se intensificó rápidamente y John alcanzó un estatus de huracán mayor 12 horas después de convertirse en huracán. Poco después, el ojo se oscureció y la intensidad se mantuvo en 115 mph (185 km/h) debido a un ciclo de reemplazo de la pared del ojo. Sin ha formado un nuevo ojo, y basado en datos de Cazadores de huracanes, el huracán alcanzó  la categoría 4 en la escala de Huracanes de Saffir-Simpson el 30 de agosto a 160 millas (260 km) al oeste de Acapulco, o 95 millas (155 km) al sur de Lázaro Cárdenas, Michoacán. Horas más tarde, el huracán se sometió a otro ciclo de reemplazo de la pared del ojo, y posteriormente se debilitó como categoría 3 ya que era paralela a la costa mexicana a poca distancia de la costa.
Debido a la interacción de la tierra y el ciclo de reemplazo de la pared del ojo, John se debilitó a un huracán de 105 mph (170 km/h) el 31 de agosto a última hora, pero se reforzó con un gran huracán poco después a medida que su ojo se definió mejor. Después de completar otro ciclo de reemplazo de la pared del ojo, el huracán nuevamente se debilitó como categoría 2, y el 1 de septiembre, tocó tierra en Cabo del Este en el extremo sur de Baja California Sur con vientos de 110 mph (180 km/h). John pasó cerca de La Paz como un huracán de categoría 1 en debilitamiento el 2 de septiembre, y se debilitó a una tormenta tropical poco después de tocar tierra. John siguió debilitándose y a última hora del 3 de septiembre, el sistema se deterioró hasta convertirse en depresión tropical mientras aún se extendía por la tierra.
El 4 de septiembre, la mayor parte de la convección se desacopló de la circulación hacia el territorio continental de México, y no se pudo discernir una circulación clara durante 24 horas. Basado en la desorganización del sistema, el Centro Nacional de Huracanes emitió su último aviso sobre el sistema.

### Huracán Kristy
El 13 de agosto, una onda tropical se movió desde la costa oeste de África. Con un gran remolino de nubes bajas y poca convección, el sistema siguió hacia el oeste durante dos semanas a través del Océano Atlántico y el Mar Caribe, antes de cruzar Centroamérica el 22 de agosto.  El 29 de agosto, el sistema se organizó mejor, consistiendo en un amplio área de baja presión y actividad de tormentas eléctricas. La convección persistió y se organizó aún más, y en la medianoche del 30 de agosto se convirtió en la depresión tropical Doce-E a unos 600 mi (970 km) al suroeste del extremo sur de la península de Baja California. Al convertirse en un ciclón tropical, la depresión experimentaba una ligera cizalladura del viento del este, que distorsionaba la convección al oeste de la circulación. Sin embargo, se esperaban condiciones favorables para el fortalecimiento, y se pronosticaba que la depresión alcanzaría vientos máximos de 50 mph (85 km/h) antes de debilitarse. Se rastreó lentamente hacia el noroeste a lo largo de la periferia sur de una cresta, y rápidamente se intensificó en la tormenta tropical que llevó el nombre de Kristy después de que la convección aumentó sobre su centro de circulación. En ese momento, la cizalladura del viento había disminuido a niveles muy bajos, y con aguas muy cálidas, se esperaba que la tormenta se intensificara rápidamente para alcanzar el estado de huracán. A última hora del 30 de agosto, la convección se estaba envolviendo en el centro, mientras que una función ocular se volvió intermitente. La organización continuó y Kristy alcanzó el estado de huracán temprano el 31 de agosto, aproximadamente 30 horas después de la formación. Seis horas después de alcanzar el estado de huracán, una característica similar a un ojo era evidente en las imágenes satelitales, y se estima que Kristy alcanzó vientos máximos de 80 mph (130 km/h) a unos 550 millas al suroeste del extremo sur de la Baja California  Sin embargo, las estimaciones de intensidad derivadas del satélite sugirieron que el huracán podría haber sido tan fuerte como 105 mph (170 km/h), o tan débil como una tormenta tropical. Posteriormente, la cizalladura del viento aumentó, causada por la salida del poderoso huracán John hacia el este. Además, el huracán se movió a un área de temperaturas más frías del agua, y como resultado su apariencia se volvió irregular y amorfa. Al mismo tiempo, las corrientes de dirección se debilitaron, y el futuro de Kristy era incierto; El Centro Nacional de Huracanes pronostica que el huracán continuará lentamente hacia el oeste, disipándose en cuatro días. Sin embargo, otros modelos de huracanes sugirieron un movimiento hacia el suroeste, y dos modelos predijeron un efecto Fujiwhara o una órbita de dos ciclones tropicales, lo que eventualmente resultaría en la absorción de Kristy por el huracán John. El 1 de septiembre, Kristy se debilitó a un estado de tormenta tropical, y se debilitó más rápidamente a medida que el aire seco invadía la tormenta.
Giraba hacia el sudeste a medida que se fortalecía la cresta al norte. El 2 de septiembre, la circulación quedó expuesta por la convección y se pronosticaba que degeneraría en un nivel remanente dentro de las 24 horas. Más tarde ese día, Kristy se debilitó al estado de depresión tropical. Para el 3 de septiembre, la depresión tropical Kristy estaba sin convección profunda persistente durante aproximadamente 18 horas. Sin embargo, las tormentas eléctricas aumentaron alrededor del centro más tarde ese día, desarrollando una característica poco profunda similar a un ojo. La convección persistió a lo largo de la periferia occidental de la circulación, y se estima que Kristy volvió a alcanzar el estado de tormenta tropical unas 24 horas después de haber sido degradado por primera vez al estado de depresión. Casi al mismo tiempo, el ciclón comenzó un movimiento constante hacia el suroeste. Su re-intensificación fue de corta duración, ya que la continua cizalladura del viento debilitó la convección y dejó el centro desprovisto de tormentas eléctricas. El 4 de septiembre, Kristy se debilitó a un estado de depresión tropical, y aunque se pronosticó una rápida disipación, los funcionarios notaron que podrían desarrollarse llamaradas de convección intermitentes. Una de estas bengalas de convección se produjo el 5 de septiembre, y persistió en todo el centro, lo que justificó que Kristy fuera elevada a la categoría de tormenta tropical. En ese momento, la cizalladura del viento había disminuido un poco y la tormenta había girado hacia el oeste, y con una pista a través de las cálidas temperaturas del agua, se pronosticaba que Kristy mantendría el estado de tormenta tropical durante cinco días. En un momento dado, como una tormenta tropical, la actividad de la tormenta alrededor de Kristy parecía organizarse en bandas de enganche, y se consideró probable una mayor intensificación, potencialmente tan fuerte como 60 mph (95 km/h). Sin embargo, la actividad de tormentas disminuyó marcadamente el 6 de septiembre, principalmente del arrastre de aire seco, y se debilitó al estado de depresión tropical por última vez. En un pronóstico, se pronosticaba que Kristy se movería al área de responsabilidad de advertencia del Centro de Huracanes del Pacífico Central, o al oeste de 140°W. Sin embargo, la depresión no pudo mantener la convección organizada alrededor de su centro durante unos días, y Kristy degeneró en una baja mínima remanente el 8 de septiembre. La baja giró hacia el suroeste, degenerando en una onda tropical el 9 de septiembre a unas 1,500 millas (2,400 km) al sureste de la isla de Hawái, o cerca de 1,600 millas (2,600 km) al suroeste del extremo sur de la península de Baja California. El resto de la perturbación continuó hacia el oeste, e inicialmente se creía que Kristy se había convertido en depresión tropical dos-C en el Océano Pacífico central; sin embargo, el análisis posterior a la temporada concluyó que los sistemas estaban separados.

### Huracán Lane
Una onda tropical se movió de la costa de África el 31 de agosto. Se desplazó hacia el oeste sin desarrollo y entró en el Océano Pacífico oriental el 10 de septiembre. Un área de convección se desarrolló a lo largo del eje de la onda, varios cientos de millas al sur del Golfo de Tehuantepec. Se movía lentamente hacia el oeste y organizó constantemente. Las características de la convección y de la venda se organizaron alrededor de un centro que se convierte, y el sistema se convirtió en depresión tropical Trece-E el 13 de septiembre. El sistema continuó organizando y se convirtió como la tormenta tropical que lleva el nombre de Lane el 14 de septiembre aproximadamente 145 millas al noroeste de México. Sobre la base de un anticiclón potencialmente en desarrollo sobre la tormenta y una pista sobre las temperaturas del superficie del mar, el Modelo Estadístico de Esquema de Predicción de Intensidad de Huracanes emitió el 46 por ciento de probabilidad de rápida intensificación de la tormenta. Lane siguió organizándose moderadamente, convirtiéndose la convección profunda en un denso y denso nublado y un flujo definido en la mitad occidental de la tormenta. A finales del 14 de septiembre, un muro ocular comenzó a desarrollarse a corta distancia de la costa mexicana.  Lane siguió fortaleciéndose a medida que se volvía más hacia el norte-noroeste, un movimiento causado debido a la tormenta que se movía alrededor de la periferia occidental de una cresta de nivel medio sobre México. Según los informes de cazadores de huracanes, Lane fue ascendido a estado de huracán el 15 de septiembre a unos 65 kilómetros al oeste-noroeste de Cabo Corrientes, Jalisco. Posteriormente, se fortaleció rápidamente y, seis horas después de que se convirtió en un huracán categoría 2, alcanzó vientos de 165 km/h. Más tarde ese día, el ojo de 10 millas (16 kilómetros) cruzó sobre las Islas Marías. A principios del 16 de septiembre, Lane se fortaleció en un huracán de categoría 3 con vientos máximos de 185 km/h (115 mph) a 85 kilómetros de la costa de México, convirtiéndose en el sexto huracán mayor de la temporada. Lane siguió organizándose con un ojo de 9 millas (14 km) de ancho rodeado por una convección muy profunda, y la tormenta se fortaleció aún más para alcanzar picos de vientos máximos de 205 km/h al mediodía del 16 de septiembre a las 19:15 UTC. Lane llegó a tocar tierra en una región escasamente poblada de Sinaloa, a 32 kilómetros al sureste de El Dorado. Convirtiéndose como el huracán más intenso por tocar tierra a México y es empatado por el huracán Kenna en la temporada de 2002.
La combinación del terreno montañoso de México y el aumento de la cizalladura del viento oeste-suroeste causó que la tormenta se debilite rápidamente y la tormenta se disipó el 17 de septiembre. Los restos de Lane se trasladaron posteriormente a Texas, Estados Unidos.

### Tormenta tropical Miriam
El 15 de septiembre, el Centro Nacional de Huracanes (NHC) pronosticó una perturbación asociada con una extensión norte de la zona de convergencia intertropical y una onda tropical desarrolló una circulación cerrada. Se desplazó hacia el noreste debido a la influencia del huracán Lane y el 16 de septiembre se formó como la depresión tropical Catorce E situado cerca de 500 millas del suroeste de Cabo San Lucas en México. Más tarde se convierte como la tormenta tropical Miriam. Después de alcanzar su intensidad máxima de 75 km/h. El 17 de septiembre, la cizalladura del viento y las bajas temperaturas del superficie del mar, Miriam se debilita rápidamente. Después de desplazarse hacia el norte, Miriam se debilita como depresión tropical, y el 18 de septiembre se degradó como un baja remanente. La circulación remanente se desplazó hacia el noroeste, luego hacia el este y se disipó el 21 de septiembre a una corta distancia al oeste de Baja California. No hay reportes de los daños y números de los fallecidos que se estimó en este momento.

### Depresión tropical Dos-C
El 19 de septiembre, un área de baja presión asociada con la zona de convergencia intertropical y horas más tarde se formó como la depresión tropical Dos-C. Inicialmente, se pensó que la depresión formada a partir de los remanentes del huracán Kristy, aunque el análisis posterior confirmó que eran dos sistemas. Inicialmente, la depresión estaba en un área de condiciones favorables, con la cizalladura del viento y aguas cálidas. Como resultado, el Centro de Huracanes del Pacífico Central predijo un fortalecimiento significativo para al menos el estatus de huracán. En cambio, un sistema de alta presión hacia el norte incrementó la cizalladura del viento sobre la depresión, provocando que la convección se retirara del centro. El 20 de septiembre, La depresión se degrada como un baja remanente, nunca alcanzó el estatus de tormenta tropical.

### Depresión tropical Tres-C
Durante el mes de septiembre, las condiciones del fenómeno de El Niño se establecieron a través del Pacífico, lo que produjo un área de mares más cálidas a lo largo de la Línea internacional de cambio de fecha. Pocos días después de que la depresión tropical Dos-C se disipó, se formó otra zona de área de baja presión, y aunque estaba desorganizada, también era persistente. El Centro de Huracanes del Pacífico Central inició avisos sobre la depresión tropical Tres-C el 26 de septiembre después de que se evidenciara una circulación en el sistema. Una fuerte cizalladura del viento evitó cualquier desarrollo, y el sistema se disipó el 27 de septiembre.

### Tormenta tropical Norman
Una onda tropical se movió fuera de la costa de África el 21 de septiembre, moviéndose a través del Océano Atlántico y el Mar Caribe con poco desarrollo. El 1 de octubre entró en el Océano Pacífico oriental, y continuando hacia el oeste desarrolló un área de convección persistente el 5 de octubre. Inicialmente, el sistema estaba desorganizado, aunque se esperaba un desarrollo gradual ya que se esperaba que las condiciones en los niveles superiores de la atmósfera fueran más favorables. El 7 de octubre desarrolló una amplia área de baja presión, y al día siguiente estaba ubicado en la porción oriental de una gran área de clima alterado; la porción occidental del sistema luego se convirtió en la tormenta tropical Olivia. El sistema oriental desarrolló una convección organizada cerca de su centro, y se convirtió en la depresión tropical Quince-E en la medianoche del 9 de octubre, a unos 765 millas (1,235 km) al suroeste del extremo sur de la península de Baja California. Al convertirse por primera vez en un ciclón tropical, la depresión se movía hacia el norte-noroeste, alrededor de la periferia occidental de una cresta débil; el primer aviso de pronóstico del Centro Nacional de Huracanes (NHC) pronostica que la depresión se intensificará gradualmente antes de debilitarse y atravesar la península de Baja California. Ubicado sobre temperaturas de agua templada, el sistema desarrolló un área de convección profunda organizada cerca del centro; con las estimaciones de la intensidad del satélite de la fuerza de la tormenta tropical utilizando la técnica de Dvorak, el Centro Nacional de Huracanes actualizó la depresión a la tormenta tropical que nombró Norman aproximadamente 12 horas después de su primera formación. El fortalecimiento continuó, y Norman alcanzó los vientos máximos de 50 mph (85 km/h) a principios del 10 de octubre. En ese momento, se pronosticaba oficialmente que seguiría fortaleciéndose y continuaría hacia el noreste. Sin embargo, algunos modelos de predicción de huracanes anticiparon un rápido debilitamiento y un giro hacia el sudeste.
Poco después de alcanzar un máximo en intensidad, la cizalladura del viento del sudoeste aumentó, lo que condujo a una disminución en la cobertura de convección. Al mismo tiempo, un canal que se extendía desde California hacia el sur hizo que Norman se parara y girara hacia el este. La convección se separó rápidamente del centro; para el 10 de octubre, el centro estaba ubicado a unas 115 millas (185 km) de las tormentas eléctricas más cercanas. Para entonces, se había debilitado al estado de depresión tropical, y el 11 de octubre Norman degeneró en un baja remanente a unas 530 millas (855 km) al suroeste de Cabo San Lucas, México. Los remanentes de Norman continuaron hacia el este, y más tarde hacia el este-sureste, ya que interactuaba con una perturbación tropical en las costas de México. Inicialmente, no se esperaba el re-desarrollo de Norman, ya que la perturbación se le dio la posibilidad de un mayor desarrollo. El 13 de octubre, el Centro Nacional de Huracanes notó que los remanentes de Norman se estaban fusionando con la perturbación hacia el este; durante la interacción, la convección se renovó y se organizó alrededor del baja remanente de Norman, y el 15 de octubre se transformó en una depresión tropical, cerca de la costa del suroeste de México. Con aguas cálidas y condiciones favorables de nivel superior, se pronosticaba que Norman volvería a alcanzar el estado de tormenta tropical antes de tocar tierra. Sin embargo, el centro rápidamente se volvió menos organizado, girando hacia el norte y el noroeste dentro de la perturbación tropical más grande. A última hora del 15 de octubre, se estima que la depresión tropical Norman se disipó a unas 23 millas (37 km) al sur y cerca de la costa de Manzanillo, Colima, aunque las imágenes satelitales sugirieron que el centro pudo haberse disipado tierra adentro.

### Tormenta tropical Olivia
El 18 de septiembre, una onda tropical salió de África y más tarde cruzó en el Pacífico oriental el 29 de septiembre sin desarrollo. La convección aumentó en el Pacífico a lo largo del eje de las olas, generando un amplio área de baja presión el 5 de octubre. A pesar de la presencia de cizalladura del viento, organizó lo suficiente para que el Centro Nacional de Huracanes (NHC) iniciara avisos sobre la depresión tropical Dieciséis-E el 9 de octubre cerca de 2,190 km al oeste-suroeste de la península de Baja California. Influenciada por un sistema de alta presión, la depresión se desplazó hacia el norte, seis horas después de ser convertida a una tormenta tropical que lleva el nombre de Olivia estimó con los vientos máximos de 75 km/h, aunque la convección se limitó a su lado norte debido a la cizalladura del viento. El 11 de octubre, la actividad convectiva disminuyó y Olivia se debilitó a estado de depresión tropical. Olivia se degradó como baja remanente el 13 de octubre. Se movió hacia el este-sureste, y el 15 de octubre fue absorbido por los restos de la tormenta tropical Norman. Olivia nunca afectó a tocar tierra.

### Depresión tropical Cuatro-C
A mediados de octubre, la zona de convergencia intertropical se extendía a través del Océano Pacífico central, parecido a una extensión de la depresión del monzón. Un área de baja presión se formó al suroeste de Hawái, organizándose lentamente durante varios días. El 13 de octubre, después del desarrollo de una circulación de bajo nivel y convección persistente, el Centro de Huracanes del Pacífico Central clasificó el sistema como la depresión tropical Cuatro-C a unos 750 km (1,200 km) al suroeste de Honolulú, Hawái. Al ser clasificado, la depresión se localizó en un flujo de dirección inusual que le hizo seguir hacia el este. Debido al acercamiento de una depresión de nivel superior, se esperaba que se disipara rápidamente de la cizalladura del viento, aunque los meteorólogos señalaron la posibilidad de que la depresión proporcionara un canal de salida, lo que podría permitir el fortalecimiento. El 14 de octubre, una fuerte corte de viento eliminó completamente la convección del centro, y el sistema degeneró en un baja remanente. La circulación remanente continuó lentamente hacia el este, disipándose el 16 de octubre. Simultáneamente, la convección siguió hacia el noreste por delante del canal de nivel superior, lo que contribuyó a las fuertes lluvias e inundaciones en la isla de Hawái el 17 de octubre. El evento de lluvia coincidió con un terremoto que golpeó la zona.

### Huracán Paul
Una onda tropical se alejó de la costa de África el 4 de octubre. Se desplazó hacia el oeste a través del Océano Atlántico sin desarrollo y entró en el Océano Pacífico oriental el 18 de octubre. Al día siguiente, se combinó con un área previamente existente de clima perturbado, lo que resultó en una gran área de convección que se extiende hacia el norte en el sur de México. El amplio y desorganizado sistema se movió hacia el oeste a 10-15 mph (16-24 km/h). El 20 de octubre, el sistema desarrolló un área de baja presión y comenzó a mostrar signos de organización. Continuó organizándose, y se convirtió en la depresión tropical Diecisiete-E el 21 de octubre, mientras se encuentra a unos 265 millas (425 km) al sur-suroeste de Manzanillo. Al formarse, la depresión poseía una pequeña circulación de bajo nivel debajo de una circulación de nivel medio bien definida. La cizalladura del viento en el pasado inicialmente restringió el flujo de salida del nivel superior cuando el ciclón se movió hacia el oeste, un movimiento debido a una cresta subtropical hacia el norte. El las zonas nubosas de la depresión rápidamente se organizó mejor a medida que se desarrolló una banda curva alrededor de la convección intensiva y se estima que el sistema se intensificó en la tormenta tropical que nombró Paul solo seis horas después de la formación. La cizalladura del viento pasajera expuso la circulación de bajo nivel al este de la zona de convección profunda, aunque Paul continuó intensificándose a medida que se movía a través de un área de aguas cálidas y cizalladura del viento que progresivamente debilitaba. La circulación de bajo nivel gradualmente se incrustó más dentro de la convección a medida que mejoraba el zonas nubosas. Los modelos informáticos tenían problemas para predecir el futuro de la tormenta al principio de su vida; el modelo de GFDL pronosticó que Paul alcanzaría vientos de 119 mph (191 km/h), mientras que los modelos globales esperaban que el sistema se disipara entre 48 a 72 horas. A principios del 22 de octubre, la cizalladura del viento comenzó a disminuir, lo que coincidió con un aumento del flujo de salida en su lado este. La tormenta se degradó temporalmente en apariencia al girar hacia el noroeste. Sin embargo, el esquileo se redujo bruscamente sobre Paul a fines del 22 de octubre, lo que provocó que la tormenta generara rápidamente su organización y se intensificara. Un ojo comenzó a desarrollarse dentro de la convección, y Paul se intensificó en un huracán el 23 de octubre.
Situada en un área de temperaturas cálidas del agua y viento cortante, el huracán Paul continuó intensificándose y organizándose; su ojo definido estaba rodeado por un anillo de convección profunda mientras el flujo de salida permanecía fuerte hacia el norte y el sur. El 23 de octubre, mientras se encontraba a 465 mph (750 km) al sur-suroeste de Cabo San Lucas, Paul alcanzó su intensidad máxima de 105 mph (165 km/h), un huracán de categoría 2 en la escala de huracanes de Saffir-Simpson. Un grande canal ubicado frente a la costa oeste de California convirtió el huracán en el noroeste del país, y luego al norte. La combinación de cizalladura creciente y aire seco rápidamente debilitó a Paul a una tormenta tropical el 24 de octubre, ya que su circulación de bajo nivel se separó de la disminución de la convección. Luego que Paul giró desplazándose hacia el noreste luego de pasar cerca de la isla Socorro. A pesar de la creciente cizalladura del viento de más de 50 mph (85 km/h), Paul siguió siendo una tormenta tropical mientras que su circulación se mantuvo en el lado suroeste de su convección profunda en desarrollo. A principios del 25 de octubre, la tormenta pasó a unos 100 millas (160 km) al sur extremo de Baja California Sur. La circulación se involucró brevemente con la convección profunda a medida que se aceleraba hacia el noreste, aunque al acercarse a la costa de Sinaloa, el centro nuevamente se desacopló de la circulación de nivel superior. Más tarde ese día, Paul se debilitó a una depresión tropical a poca distancia de la costa de México, y giró hacia el norte. Temprano al día siguiente, la depresión, desprovista de convección profunda, tocó tierra cerca de Isla Altamura, en el noroeste de Sinaloa. Horas más tarde, el Centro Nacional de Huracanes emitió el último aviso sobre la disipación de la depresión tropical.

### Depresión tropical Dieciocho-E
Una onda tropical que salió de la costa de África el 7 de octubre. Brevemente llegó un área de baja presión continuó hacia el oeste sin desarrollo. El 20 de octubre, la ondaa entró en el Océano Pacífico, desarrollando un área de tormentas eléctricas aproximadamente cuatro días después. A las 12:00 UTC del 26 de octubre, una depresión tropical se formó a unos 155 mi (260 km) al sur de Manzanillo. Inicialmente, la depresión tropical Dieciocho-E se localizó en un área de cizalladura de viento ligero, y el Centro Nacional de Huracanes anticipó una mayor organización y fortalecimiento a un estado cercano a los huracanes. La depresión tropical inicialmente mantuvo un movimiento hacia el oeste estable lejos de la costa mexicana debido a una cresta norte del ciclón. Hacia el 17 de octubre, la convección había disminuido, y la depresión no se pronostica que se intensificara tanto. Posiblemente debido a la intrusión de aire seco, la circulación quedó expuesta de las tormentas eléctricas, y habiéndose debilitado, se volvió a una deriva hacia el sur. A las 00:00 UTC del 28 de octubre, el sistema se había debilitado hasta un baja remanente, que se disipó al día siguiente.

### Tormenta tropical Rosa
Una onda tropical se formó en África occidental el 22 de octubre y continuó hacia el oeste en el Pacífico el 2 de noviembre, generando una depresión tropical el 8 de noviembre a unos 440 mi (710 km) al sur de Manzanillo, Colima. Las condiciones ambientales parecieron favorables, aunque la cizalladura del viento eliminó la convección de la circulación. A lo largo de su duración, la tormenta mantuvo una pista noroeste a través de una debilidad en una zona subtropical. Hacia el 9 de noviembre, una nueva zona de convección persistió cerca del centro, y se formó un elemento de bandas nubosas. A pesar de la cizalladura, la depresión se convirtió como la tormenta tropical que lleva el nombre de Rosa, aunque el cizallamiento evitó la intensificación más allá de su pico de 65 km/h. Rosa permaneció una tormenta tropical por solo 18 horas, debilitándose en una depresión tropical a principios del 10 de noviembre y disipándose más tarde ese día.
Rosa fue la primera tormenta tropical en la cuenca a desarrollarse durante el mes de noviembre desde el la temporada de 2000, y fue también la primera depresión tropical que se formó en el mes desde la depresión tropical Dieciséis-E de la temporada de 2002. No se reportó ningún impacto de la tormenta.

### Depresión tropical Veinte-E
Una onda tropical se movió de la costa occidental de África el 21 de octubre, desarrollando brevemente dos áreas débiles antes de que la onda cruzara el Océano Pacífico el 1 de noviembre. La actividad de tormenta aumentó lentamente mientras la onda interactuaba dentro de la zona de convergencia intertropical. Después de que se desarrolló una banda curvada de convección, se estima que el sistema se formó en la depresión tropical Veinte-E alrededor de 00:00 UTC el 11 de noviembre, a unos 1.050 km al suroeste de Manzanillo. Cuando el Centro Nacional de Huracanes publicó su primer aviso sobre la depresión, la agencia predijo una ligera intensificación del estatus de tormenta tropical y para que la depresión durará al menos dos días. Esto se debió a una previsión de aumento gradual de la cizalladura del viento después de las primeras 24 horas. En cambio, la circulación se hizo muy alargada; se estima que el ciclón degeneró en un baja remanente del ese día.

### Huracán Sergio
Una onda tropical cruzó América Central y entró en el Océano Pacífico oriental el 7 de noviembre. Un área de convección a lo largo de la onda siguió hacia el oeste hasta Centroamérica y México, y se concentró más el 12 de noviembre mientras se encontraba a unas 400 millas (645 km) al sur de Acapulco. Más tarde ese día, la clasificación de Dvorak comenzó con la perturbación, y la convección continuó organizándose. Temprano el 13 de noviembre, el Centro Nacional de Huracanes indicó la posibilidad de que el sistema se convierta en una depresión tropical. La actividad de las tormentas eléctricas disminuyó brevemente, aunque a última hora del 13 de noviembre el sistema adquirió suficiente circulación y organizó la convección para que se le designara la depresión tropical Veintiuna-E mientras se encontraba a unas 460 millas (740 km) al sur de Manzanillo, México. Operacionalmente, la depresión no se actualizó hasta once horas después. Inicialmente, la depresión tropical rastreó hacia el noroeste, y se pronostica que alcanzará un pico como una tormenta tropical de 50 mph (85 km/h) mientras continúa en un movimiento noroeste. Situada dentro de un área de cizalladura del viento débil, la convección profunda se incrementó cerca del centro y las características de anillado se hicieron más pronunciadas. El flujo anticiclónico y una troposfera húmeda permitieron que la depresión entrara en intensidad en la tormenta tropical que llevó el nombre de Sergio (última tormenta nombrada de la temporada) el 14 de noviembre. Poco después de convertirse en una tormenta tropical, Sergio giró hacia el sudeste, lo que se atribuyó al flujo asociado con un canal de nivel medio-alto a su noreste. Se intensificó de manera constante, y Sergio alcanzó el estado de huracán el 15 de noviembre mientras se encontraba a unas 420 millas (675 km) al suroeste de Acapulco. Con un ojo pequeño y distinto ubicado en el centro de la convección profunda, Sergio se intensificó rápidamente para alcanzar vientos máximos de 110 mph (175 km/h) aproximadamente 6 horas después de convertirse en huracán.
Al alcanzar la fuerza máxima, los pronosticadores del Centro Nacional de Huracanes predijeron que el huracán Sergio se intensificará aún más para alcanzar vientos de 120 mph (195 km/h). Poco después de alcanzar el máximo, el huracán viró hacia el norte y se debilitó gradualmente a medida que aumentaba la cizalladura del viento desde un canal de nivel superior hacia el noroeste. A principios del 17 de noviembre, la circulación de nubes bajas quedó parcialmente expuesta en el lado oeste de la convección profunda, y se estima que Sergio se debilitó a una tormenta tropical ese mismo día. Una cresta al norte y al noreste cambió la tormenta hacia el noroeste y más tarde hacia el oeste cuando Sergio se debilitó gradualmente. La convección profunda se reformó cerca del centro el 18 de noviembre, lo que provocó un ligero aumento de los vientos, aunque la cizalladura vertical la debilitó rápidamente. Más tarde ese día, la tormenta hizo su aproximación más cercana a la tierra, a unas 225 millas (360 km) al suroeste de Michoacán. El 20 de noviembre degeneró en una depresión tropical, y más tarde ese día Sergio se disipó a unas 360 millas (580 km) al suroeste de Manzanillo, México, o alrededor de 320 millas (515 km) al oeste-noroeste de donde se formó originalmente. Los remanentes de Sergio continuaron hacia el oeste durante aproximadamente un día antes de que la cantidad mínima de convección disminuyera.
No se emitieron advertencias o avisos de ciclones tropicales en relación con Sergio. Varios avisos de tormenta indicaron una leve amenaza para las regiones costeras de México; el Centro Nacional de Huracanes evaluó un 29% de probabilidad de que los vientos de fuerza de tormenta tropical afecten a Barra de Navidad en Jalisco. Del 16 y 17 de noviembre, las bandas de lluvias externas del huracán provocaron precipitaciones ligeras a lo largo de la costa mexicana, alcanzando un máximo de 1,97 pulgadas (50 mm) en Tierra Colorada en Guerrero.

### Otras tormentas
El 28 de octubre, un ciclón extratropical se desarrolló sobre el noreste del Océano Pacífico y comenzó a fortalecerse. Para el 31 de octubre, la tormenta había adquirido características tropicales, incluyendo un ojo, convección y un núcleo más cálido que el promedio. El sistema alcanzó su máxima intensidad el 1 de noviembre, antes de debilitarse lentamente hacia el noroeste del Pacífico. El sistema desplazó hacía Oregón el 3 de noviembre, antes de debilitarse y disiparse rápidamente al día siguiente. Durante la duración de la tormenta, el sistema fue conocido como la tormenta tropical 91C (o INVEST 91C). La naturaleza verdadera de la tormenta todavía sigue siendo polémica entre los meteorólogos de hoy, debido a disputas sobre la estructura exacta de la tormenta y si o no ha obtenido características tropicales o subtropicales. Debido a que la tormenta no estaba dentro del área de responsabilidad del Centro Nacional de Huracanes o del Centro de Huracanes del Pacífico Central, nunca se le asignó un nombre a la tormenta.

## Estadísticas de temporada
Esta es una tabla de todas los sistemas que se han formado en la temporada de 2006. Incluye su duración, nombres, áreas afectada(s), indicados entre paréntesis, daños y muertes totales. Las muertes entre paréntesis son adicionales e indirectas, pero aún estaban relacionadas con esa tormenta. Los daños y las muertes incluyen totales mientras que la tormenta era extratropical, una onda o un baja, y todas las cifras del daño están en USD 2006.
| DT | TT | 1 | 2 | 3 | 4 | 5 |

| Nombre                  | Fechas activo                  | Categoría de tormenta en intensidad máxima | Vientos máx. (km/h) | Presión min (hPa) | ACE      | Áreas afectadas                    | Áreas afectadas  | Áreas afectadas | Daños (en millones USD) | Muertos |
| Nombre                  | Fechas activo                  | Categoría de tormenta en intensidad máxima | Vientos máx. (km/h) | Presión min (hPa) | ACE      | Lugar                              | Fecha            | Vientos (km/h)  | Daños (en millones USD) | Muertos |
| ----------------------- | ------------------------------ | ------------------------------------------ | ------------------- | ----------------- | -------- | ---------------------------------- | ---------------- | --------------- | ----------------------- | ------- |
| Aletta                  | 27 – 30 de mayo                | Tormenta tropical                          | 75 (45)             | 1002              | 1.13     | Ninguno                            | Ninguno          | Ninguno         | N/A                     | 0       |
| Dos-E                   | 3 – 5 de junio                 | Depresión tropical                         | 55 (35)             | 1005              | 0        | Ninguno                            | Ninguno          | Ninguno         | N/A                     | 0       |
| Bud                     | 11 – 16 de julio               | Huracán categoría 3                        | 205 (125)           | 953               | 8.98     | Ninguno                            | Ninguno          | Ninguno         | N/A                     | 0       |
| Carlotta                | 12 – 16 de julio               | Huracán categoría 1                        | 140 (85)            | 981               | 6.03     | Ninguno                            | Ninguno          | Ninguno         | N/A                     | 0       |
| Daniel                  | 16 – 26 de julio               | Huracán categoría 4                        | 240 (150)           | 933               | 29.575   | Ninguno                            | Ninguno          | Ninguno         | N/A                     | 0       |
| Emilia                  | 21 – 28 de julio               | Tormenta tropical                          | 100 (65)            | 990               | 4.5750   | Ninguno                            | Ninguno          | Ninguno         | N/A                     | 0       |
| Fabio                   | 31 de julio – 3 de agosto      | Tormenta tropical                          | 85 (50)             | 1000              | 1.3375   | Ninguno                            | Ninguno          | Ninguno         | N/A                     | 0       |
| Gilma                   | 1 – 3 de agosto                | Tormenta tropical                          | 65 (40)             | 1004              | 0.3675   | Ninguno                            | Ninguno          | Ninguno         | N/A                     | 0       |
| Héctor                  | 15 – 23 de agosto              | Huracán categoría 2                        | 175 (110)           | 966               | 11.9675  | Ninguno                            | Ninguno          | Ninguno         | N/A                     | 0       |
| Ioke                    | 20 – 27 de agosto              | Huracán categoría 5                        | 260 (160)           | 915               | 34.2125  | Ninguno                            | Ninguno          | Ninguno         | $88 millones            | 0       |
| Ileana                  | 21 – 27 de agosto              | Huracán categoría 3                        | 205 (125)           | 955               | 12.07    | Ninguno                            | Ninguno          | Ninguno         | N/A                     | 1       |
| John                    | 28 de agosto – 4 de septiembre | Huracán categoría 4                        | 215 (130)           | 948               | 18.2575  | Cabo del Este, Baja California Sur | 1 de septiembre  | 175 (110)       | $60.9 millones          | 5       |
| Kristy                  | 30 de agosto – 8 de septiembre | Huracán categoría 1                        | 130 (80)            | 985               | 4.7450   | Ninguno                            | Ninguno          | Ninguno         | N/A                     | 0       |
| Lane                    | 13 – 17 de septiembre          | Huracán categoría 3                        | 205 (125)           | 952               | 6.7975   | El Dorado, Sinaloa                 | 16 de septiembre | 205 (125)       | $203 millones           | 4       |
| Totales de la temporada |                                |                                            |                     |                   |          |                                    |                  |                 |                         |         |
| 25 ciclones             | 27 de mayo – 20 de noviembre   |                                            | 260 (160)           | 915               | 156.9875 | '                                  | '                | '               | $355.1 millones         | 15      |

## Nombres de los ciclones tropicales
Los siguientes nombres se usaron para tormentas con nombre que se forman en el noreste del Océano Pacífico durante 2006. Los nombres retirados se anunciaron en la primavera de 2007. Los nombres no retirados de esta lista se usarán nuevamente en la temporada de 2012. Esta fue la misma lista utilizada en la temporada de 2000.
| - Aletta - Bud - Carlotta - Daniel - Emilia - Fabio - Gilma - Hector | - Ileana - John - Kristy - Lane - Miriam - Norman - Olivia - Paul | - Rosa - Sergio - Tara (sin usar) - Vicente (sin usar) - Willa (sin usar) - Xavier (sin usar) - Yolanda (sin usar) - Zeke (sin usar) |

Para las tormentas que se forman en el área de responsabilidad del Centro de Huracanes del Pacífico Central, que abarca el área entre 140 grados al oeste y la Línea internacional de cambio de fecha, todos los nombres se utilizan en una serie de cuatro listas rotatorias. Los siguientes seis nombres que se programaron para su uso en la temporada de 2006 se muestran a continuación de esta lista.
| - Ioke - Kika (sin usar) | - Lana (sin usar) - Maka (sin usar) | - Neki (sin usar) - Omeka (sin usar) |

### Nombres retirados
El 24 de mayo de 2007, El nombre Ioke fue retirado de la lista de los nombres del Pacífico Central por la Organización Meteorológica Mundial y nunca será usado de nuevo en el Océano Pacífico. Fue reemplazado por Iopa y durante la Sexagésima primera Conferencia Interministerial de Huracanes, la Defensa Civil del Estado de Hawái solicitó la retiración del nombre Daniel, citando que la tormenta se había convertido en memorable debido a la amenaza de daño. Sin embargo, la solicitud fue denegada, ya que el nombre permanece en la lista de nombres de ciclones tropicales.

## Energía Ciclónica Acumulada (ACE)
La Energía Ciclónica Acumulada (ACE, por sus siglas en inglés) es una medida de la energía del huracán multiplicado por la longitud del tiempo en que existió; las tormentas de larga duración, así como huracanes particularmente fuertes, tienen ACE alto. El ACE se calcula solamente a sistemas tropicales que exceden los 34 nudos (39 mph, 63 km/h), o sea, fuerza de tormenta tropical.
| 1  | 34.20     | Ioke   | 2                        | 27.3225 (2.2525)         | Daniel                   |                          |                          |                          |                          |                          |                          |                          |                          |                          |                          |                          |                          |                          |                          |                          |
| 3  | 18.30 (0) | John   | 4                        | 12.10 (0)                | Ileana                   |                          |                          |                          |                          |                          |                          |                          |                          |                          |                          |                          |                          |                          |                          |                          |
| 5  | 12.00 (0) | Héctor | 6                        | 8.98 (0)                 | Bud                      |                          |                          |                          |                          |                          |                          |                          |                          |                          |                          |                          |                          |                          |                          |                          |
| 7  | 8.00 (0)  | Sergio | 8                        | 6.80 (0)                 | Lane                     |                          |                          |                          |                          |                          |                          |                          |                          |                          |                          |                          |                          |                          |                          |                          |
| 9  | 6.06 (0)  | Paul   | 10                       | 6.03 (0)                 | Carlotta                 |                          |                          |                          |                          |                          |                          |                          |                          |                          |                          |                          |                          |                          |                          |                          |
| 11 | 4.75 (0)  | Kristy | 12                       | 4.58 (0)                 | Emilia                   |                          |                          |                          |                          |                          |                          |                          |                          |                          |                          |                          |                          |                          |                          |                          |
| 13 | 1.34 (0)  | Fabio  | 14                       | 1.13 (0)                 | Aletta                   |                          |                          |                          |                          |                          |                          |                          |                          |                          |                          |                          |                          |                          |                          |                          |
| 15 | 0.97 (0)  | Miriam | 16                       | 0.768 (0)                | Norman                   |                          |                          |                          |                          |                          |                          |                          |                          |                          |                          |                          |                          |                          |                          |                          |
| 17 | 0.725 (0) | Olivia | 18                       | 0.368 (0)                | Rosa                     |                          |                          |                          |                          |                          |                          |                          |                          |                          |                          |                          |                          |                          |                          |                          |
| 19 | 0.368 (0) | Gilma  | Total: 120.475 (36.5125) | Total: 120.475 (36.5125) | Total: 120.475 (36.5125) | Total: 120.475 (36.5125) | Total: 120.475 (36.5125) | Total: 120.475 (36.5125) | Total: 120.475 (36.5125) | Total: 120.475 (36.5125) | Total: 120.475 (36.5125) | Total: 120.475 (36.5125) | Total: 120.475 (36.5125) | Total: 120.475 (36.5125) | Total: 120.475 (36.5125) | Total: 120.475 (36.5125) | Total: 120.475 (36.5125) | Total: 120.475 (36.5125) | Total: 120.475 (36.5125) | Total: 120.475 (36.5125) |